# Kunle Adejuyigbe
Kunle Adejuyigbe (auch Adekunle Adejuyigbe, * 8. August 1977) ist ein ehemaliger nigerianischer Sprinter, der sich auf den 400-Meter-Lauf spezialisiert hatte.
Bei den Leichtathletik-Weltmeisterschaften 1995 in Göteborg feierte er mit dem Gewinn der Bronzemedaille in der 4-mal-400-Meter-Staffel den bedeutendsten Erfolg seiner Karriere. Die nigerianische Staffel platzierte sich in der Aufstellung Udeme Ekpeyong, Kunle Adejuyigbe, Jude Monye, Sunday Bada in einer Zeit von 3:03,18 min hinter den Mannschaften der Vereinigten Staaten und Jamaikas.
Kunle Adejuyigbe ist 1,82 m groß und hatte ein Wettkampfgewicht von 73 kg. Er studierte Rechnungswesen an der University of Idaho.